# Melinopterus wittmeri
Melinopterus wittmeri är en skalbaggsart som beskrevs av Rudolph Petrovitz 1975. Melinopterus wittmeri ingår i släktet Melinopterus och familjen Aphodiidae. Inga underarter finns listade i Catalogue of Life.